# Freddy vs. Jason
Freddy vs. Jason (Freddy contra Jason en España) es una película terror de 2003 dirigida por Ronny Yu. la cinta es un crossover entre las franquicias de terror Viernes 13 y Pesadilla en Elm Street en la que sus antagonistas Jason Voorhees y Freddy Krueger se enfrentan. La película es también el final de cada franquicia, sin contar los remakes de 2009 y 2010. Cronológicamente, está ambientada después de los eventos de Freddy's Dead: The Final Nightmare de 1991 y Jason Goes to Hell: The Final Friday de 1993 pero ignora los eventos de Jason X de 2001 y los de Wes Craven's New Nightmare de 1994.

## Argumento
Freddy Krueger se encuentra atrapado en el infierno a raíz de que la nueva generación de adolescentes de Springwood no saben de su existencia, o lo han olvidado gracias a que los adultos del pueblo han aislado a quienes lo conocen y los tienen internados como pacientes en un hospital psiquiátrico; debido a esto, Freddy es incapaz de volver de la muerte. Obstinado en hacer que lo recuerden y le teman, localiza a Jason Voorhees, el asesino del campamento Crystal Lake, en el infierno y, personificado como Pamela Voorhees (la madre de Jason), Freddy convence a Jason de levantarse de nuevo e ir a la calle Elm de Springwood para asesinar a las personas que vivan ahí, aunque Jason es quien los matará, Freddy será culpado y así, el miedo creciente le permitirá recuperar sus poderes.
Jason llega a la casa 1428 de Elm Street, en la ciudad de Springwood, Ohio, ahora propiedad de Lori Campbell (Monica Keena) y su viudo padre. Mientras Lori y sus amigos Kia, Gibb, Blake y Trey están en la casa, Trey y Gibb van a la habitación de Lori para tener relaciones sexuales. Mientras Gibb se está duchando, Trey es asesinado brutalmente por Jason en la cama. Después de reportar el crimen, el grupo es llevado a la estación de policía para ser interrogado. Lori escucha a algunos oficiales discutir sobre el sospechoso de nombre Freddy y, al quedarse dormida, tiene un sueño acerca de él; permitiéndole obtener algunos de sus poderes de vuelta. Más tarde, Freddy trata de matar a Blake en su casa (quien también escuchó su nombre), pero es incapaz de hacerle daño, por lo que decide dejar que Jason continúe matando, lo que lleva a la muerte de Blake y su padre. A fin de evitar las sospechas sobre Freddy, la afirmación de la policía es que Blake, drogado, mató a Trey, a su propio padre, y luego se suicidó. Esa misma noche Will Rollins y su amigo Mark, escapan del manicomio Wetin Hills al enterarse del homicidio en la casa 1428 debido a que es el ex novio de Lori. 
Lori empieza a tener pesadillas acerca de Freddy y les informa a Kia y Gibb al respecto en la escuela. Mientras ella describe a Freddy, Mark aparece para explicarle delante de varios estudiantes en los pasillos la historia del asesino. Will intenta consolar a Lori haciendo que esta se desmaye cuando vuelve a verlo después de varios meses sin saber de él. Esa misma noche Will y Mark empiezan a sospechar que Freddy está de regreso gracias a que el hermano de Mark sabía sobre el asesino antes de su misterioso suicidio. Mark también infiere que gracias a que Lori ha tenido sueños con Krueger, ahora todos sus compañeros de la escuela saben sobre el asesino y están a la merced del mismo en el momento en que se vayan a dormir.
En una fiesta rave, Gibb se queda dormida y tiene un sueño donde ella es atacada por Freddy después de que tomó la forma del difunto Trey, llevándola a su trampa. Un raver de la fiesta intenta violar a Gibb, pero entonces aparece Jason y los mata a ambos al empalarlos con una tubería, enfureciendo a Freddy porque perdió a su víctima, y se da cuenta de que Jason es más difícil de controlar de lo que pensaba, quien masacra a varios adolescentes en la fiesta mientras Lori, Will y el resto de sus amigos huyen despavoridos.
Poco después de la fiesta Will y Lori tratan de preguntarle a Mark todo lo que sabe sobre Krueger pero este es asesinado en sus sueños por Freddy, quien ya ha recuperado sus poderes. Will también le revela a Lori que la razón por la que fue enviado a Westin Hills fue porque contempló al padre de Lori asesinar a su esposa, pese a que Lori en un principio lo duda, termina convenciéndose cuando su padre rehúsa a darle una explicación, y huye con Will. Al día siguiente Will, Lori, Kia y dos compañeros, Freeburg y Linderman, escapan y se reúnen con el oficial Stubbs, quien les revela la identidad de Jason Voorhees. Con lo poco que saben de ambos asesinos descifran el plan original de Freddy y que él está perdiendo el control sobre Jason. Will recuerda que en el hospital psiquiátrico le daban una medicina experimental llamada Hypnocil, una droga que les impide soñar mientras duermen, por lo que se dirigen hacia allí. En Westin Hills, mientras el grupo intenta encontrar la medicina, Freddy posee el cuerpo de Freeburg mientras este se encontraba fumando marihuana y se deshace del Hypnocil. Jason los rastrea allí, electrocuta a Stubbs y es confrontado por Freddy en el cuerpo de Freeburg, quien inyecta a Jason con dos frascos de tranquilizantes pero Jason parte en dos a Freeburg antes de caer inconsciente. Ya dormido se encuentra con Freddy en el mundo de los sueños donde pretende deshacerse de él porque ya no lo necesita, pero le resulta difícil gracias a la gran resistencia de Jason para recibir daño aun en el mundo de los sueños.
Will, Lori, Kia y Linderman se llevan al inconsciente Jason atado al campamento Crystal Lake como parte del plan de Lori para regresar a su hogar y así pierda el interés en perseguirlos en caso de que derrote a Krueger, no obstante a medida que el tranquilizante para retener a Jason se agota, Lori decide usar la última dosis para ayudar a Jason y traer a Freddy al mundo real. Mientras tanto en el mundo de los sueños, Freddy descubre el miedo de Jason hacia el agua y lo usa a su favor para torturarlo.
Antes de que Freddy logre matar a Jason, Lori entra en el mundo de los sueños e interrumpe la pelea, causando que Jason se despierte en mundo real e intente atacar al grupo. Freddy, enfurecido, amenaza con matar a Lori en el mundo de los sueños y le revela que él fue quien mató a su madre y no su padre como había creído anteriormente. Will lleva a Lori dormida a una cabaña cerca del lago Crystal Lake para tratar de despertarla. Después, Jason ataca al grupo y causa un incendio en la cabaña. Kia y Linderman intentan atacar a Jason, pero los repele a ambos y hiere gravemente a Linderman. Justo cuando Freedy se encontraba a punto de violar a Lori esta logra traerlo al mundo real lo que da inicio a una nueva pelea entre los dos. Linderman muere desangrado mientras Kia busca reunirse con los demás, perdiendo la vida al ser asesinada por Jason al intentar distraer a Freddy.
Freddy y Jason continúan su batalla y Lori decide quedarse a presenciar el combate con tal de asegurarse de ver morir a Freddy. A medida que la pelea progresa Freddy gana ventaja sobre Jason hasta el punto en que se encuentra a punto de matarlo con su propio machete. Sin embargo Lori y Will hacen explotar tanques de gas en el muelle para matar a Freddy y a Jason. Cuando el fuego empieza a extenderse, Jason arranca el brazo con garras de Freddy y Freddy clava el machete de Jason en el pecho de éste. La explosión resultante envía a los dos al lago. Freddy sale del lago e intenta matar a Lori y Will con el machete de Jason, pero antes de hacerlo Jason ataca desde atrás a Freddy con el brazo con cuchillas que le arrancó, y después cae al agua. Lori toma el machete y lo usa para decapitar a Freddy, y luego lanza el machete al lago mientras ve cómo Jason se hunde. Lori y Will, aunque heridos, logran escapar ahora convencidos de que el combate acabó con la muerte de ambos asesinos.
A la mañana siguiente, Jason sale del lago, llevando su machete y la cabeza cortada de Freddy, que sonríe y guiña un ojo a la audiencia.

## Reparto
| Actor              | Personaje                          |
| ------------------ | ---------------------------------- |
| Robert Englund     | Freddy Krueger                     |
| Ken Kirzinger      | Jason Voorhees                     |
| Monica Keena       | Lori Campbell                      |
| Jason Ritter       | Will Rollins                       |
| Kelly Rowland      | Kia Waterson                       |
| Chris Marquette    | Charlie Linderman                  |
| Brendan Fletcher   | Mark Davis                         |
| Katharine Isabelle | Gibb Smith                         |
| Lochlyn Munro      | Scott Stubbs                       |
| Kyle Labine        | Bill Freeburg                      |
| Tom Butler         | Dr. Campbell                       |
| Gary Chalk         | Sheriff Williams                   |
| Jesse Hutch        | Trey                               |
| David Kopp         | Blake                              |
| Odessa Munroe      | Heather                            |
| Chris Gauthier     | Shack                              |
| Paula Shaw         | Pamela Voorhees                    |
| Sharon Peters      | Sra. Campbell                      |
| Zack Ward          | Bobby Davis, hermano mayor de Mark |
| Spencer Stump      | Joven Jason                        |

## Producción

### Desarrollo
Planes para un potencial cross over entre las franquicias de A Nightmare on Elm Street y Viernes 13 comenzaron a gestarse alrededor de finales de los años ochenta mientras se realizaban secuelas de ambas sagas cinematográficas. Dado a que los derechos de autor para utilizar a Jason Voorhees eran propiedad de Paramount Pictures, la productora New Line Cinema propiedad de Warner Media adquirió los derechos de la franquicia para producir la secuela Jason va al infierno, aunque solo pretendía abrir la puerta para un crossover con Freddy Krueger, en lugar de comenzar una nueva serie para New Line. Algo que se evidenció con la secuencia final de la película en la que la máscara de Jason es arrastrada al infierno por una mano que usa un guante similar al del icónico Krueger.
A pesar de las recaudaciones de la película "Jason Goes to Hell" Cunningham se sintió frustrado por el retraso de la propuesta Freddy vs Jason y en su lugar produjo la cinta Jason X en un esfuerzo por mantener relevante al personaje Jason y siguiendo la formula utilizada en Jason Takes Manhattan en la que se alejaba al asesino del campamento Crystal Lake. La película sufrió la pérdida de su principal defensor, el Presidente de Producción Michael De Luca, cuando renunció a su cargo. La falta de apoyo obligó a la película terminada a enlatarse durante dos años antes de ser finalmente estrenada el 26 de abril de 2002; se convertiría en la película de menor recaudación de la serie en la taquilla doméstica; convirtiéndola en un fracaso financiero dado a que fue la película con mayor presupuesto la saga de viernes 13.
En los primeros tratamientos del guion de la película escrito por Lewis Abernathy se consideraron algunas ideas que terminaron siendo descartadas tales como vincular el origen de ambos asesinos. Según los escritores Mark Swift y Damian Shannon, varios finales fueron considerados para la película. El escritor Mark Verheiden propuso la idea de utilizar dos finales diferentes en los que uno de los rivales ganaba y que dependería de en que cine se proyectaba la película. Uno de los finales no utilizados involucraba a  Pinhead de la franquicia Hellraiser; sin embargo, New Line estaba descontenta con la obtención de los derechos del personaje.  New Line creía que Freddy vs. Jason necesitaba un nuevo comienzo, y eligió un nuevo actor para Jason. Cunningham no estuvo de acuerdo con su decisión, creyendo que Kane Hodder era la mejor opción para el papel. Hodder recibió el guion para Freddy vs. Jason, y tuvo una reunión con el director Ronny Yu y los ejecutivos de New Line, pero Matthew Barry y Yu sintieron que el papel debería ser modificado para que se ajuste a la imagen de Jason de Jason. Según Hodder, New Line no le dio una razón para la refundición, pero Yu explicó que quería un Jason más lento y deliberado, y menos de los movimientos agresivos que Hodder había usado en las películas anteriores. </Ref name = "Contratando a Ken"> Grove, David, pág. 217 </ref> El papel finalmente fue para Ken Kirzinger, un especialista canadiense que trabajó en Jason Takes Manhattan. Hay informes contradictorios sobre la razón por la que Kirzinger fue elegido. Según Yu, Kirzinger fue contratado porque era más alto que Robert Englund, el actor que interpreta a Freddy Krueger. Kirzinger mide 6 '5" (1.96 cm), en comparación con 6' 3" (1.91cm) de Kane Hodder. Yu quería que un actor mucho más grande se alzara sobre el Englund de 5 '9 "(175  cm). Kirzinger cree que su experiencia en la Parte VIII lo ayudó a conseguir el papel, ya que Kirzinger duplicó a Hodder en dos escenas para la película. pero también cree que simplemente fue dimensionado y entregado el trabajo. Aunque fue contratado por el equipo, New Line no echó oficialmente a Kirzinger hasta que lo vio por primera vez, donde fue la primera escena de Kirzinger, donde fue Jason caminando por Elm Street. New Line quería un movimiento específico en la caminata de Jason; Kirzinger cumplió sus expectativas y firmó un contrato con el estudio.
Douglas Tait interpretó a Jason para un relanzamiento final. En una entrevista, Tait explicó el motivo de la reincorporación diciendo: "Desafortunadamente para mí, fue la única escena que me contrataron para hacer. La prueba la audiencia estaba confundida acerca del final original, pensaron que el personaje de Jason Ritter se estaba convirtiendo en Jason [sic]. Se puede ver en las escenas eliminadas, es por eso que decidieron volver a disparar el final. Originalmente, yo estaba siendo considerado para jugar el El papel de Jason en toda la película. En realidad, fue entre Ken y yo. Cuando se llevaron la película a Canadá, no tuve suerte. No había forma de pagar mi vuelo y mi estadía en el hotel cuando Ken era un local. Además, Ken es mayor que yo y estaba mucho más establecido en el negocio que yo en ese momento.". Consultado el 5 de abril de 2011. </ref> Al describir la escena, Tait dijo: "Estuve en la película un par de días. La secuencia del agua tomó mucha preparación. Se dieron cuenta de que cuando me mojé, me veía muy delgada con la ropa, así que tuvieron que juntarme con almohadillas y ropa extra para que pareciera que todavía era grande. Con todo este peso extra, un ojo cubierto, un machete en una mano, la cabeza de Freddy en otra, y estar totalmente sumergido en el agua, hizo que la escena fuera muy difícil. Además, Ronny Yu quería que yo caminara como si estuviera caminando en tierra. Quería que pareciera que podía caminar a través del agua sin que me hiciera subir a la superficie. Para hacer este efecto, tenían una cuerda atada debajo del agua que sujetaba con mi mano izquierda (con la cabeza cortada de Freddy también), y me apoyé en el suelo para poder tirarme y caminar hacia adelante.

## Formatos de vídeo casero
La película fue lanzada en VHS y DVD como parte de New Line Platinum Series el 13 de enero de 2004.
El DVD incluyó un segundo disco con características especiales, incluyendo:
- Audio comentario por Ronny Yu, Ken Kirzinger y Robert Englund
- Escenas eliminadas y alternativas con comentario (incluyendo el principio y el final originales)
- Detrás de cámara de la cobertura de la escritura del guion, escenografía, maquillaje, dobles y fotografía
- Exploración de los Efectos Visuales
- Storyboards y Galerías
- Vídeo musical de "How Can I Live" de Ill Niño
- Tráileres y spots televisivos
- DVD-ROM:
  - Del Guion a la Pantalla y Trivia de modos de visualización
  - Piso de la Sala de Montaje - crea tu propia escena de pelea
  - Fragmentos de sonidos de asesinos
  - Enlaces web

Fue lanzada en formato HD el 4 de octubre de 2005 y en Blu-ray el 8 de septiembre de 2009. El Blu-ray contiene las mismas características del DVD de la edición Platinum.

## Música
Freddy vs. Jason es la banda sonora de la película que fue lanzada el 12 de agosto de 2003 por Roadrunner Records, pero el tema principal fue la canción "How Can I Live" de la banda Ill Niño.
El álbum cuenta con veinte canciones de las cuales catorce eran inéditas, lo que hacía la banda sonora más notable.
Freddy vs. Jason es la música incidental de la película que fue lanzada el 19 de agosto de 2003 por Varèse Sarabande. El álbum fue compuesto por Graeme Revell e interpretado por la Orquesta Filarmónica de Praga a excepción de dos pistas, interpretados por Machine Head.

## Novelización
La editorial Black Flame lanzó una novelización de la película el 29 de julio de 2003.Fue escrita por Stephen Hand, quien también escribió la novelización de The Texas Chainsaw Massacre de New Line Cinema el año siguiente. El libro, como muchas otras novelizaciones que Black Flame ha publicado para New Line Cinema, sigue de cerca la trama de la película con algunas alteraciones. Por ejemplo, la novelización utiliza el final original donde Will se transforma en Freddy cuando está por tener sexo con Lori.

## Recepción

### Crítica
Aunque la película recibió generalmente críticas mixtas, fue un éxito de taquilla. Basándose en 153 comentarios recolectados por Rotten Tomatoes, Freddy vs Jason tiene un 42 % de aprobación por los críticos, con una puntuación media de 4.9 de 10 diciendo: "Los fans de las dos franquicias de horror disfrutarán de este enfrentamiento. Pero para el resto, son los mismos viejos cortes".Entre los mejores críticos de Rotten Tomatoes, que consisten en críticos populares y notables de los principales periódicos, sitios web, programas de radio y de televisión,la película mantiene un índice de aprobación general del 65%. En comparación, Metacritic, que asigna una calificación normalizada de 100 a comentarios de la prensa convencional, la película ha recibido una puntuación media de 3.7 basada en 30 comentarios, pero una de 7.6 por los usuarios.

## Secuela
Varios años después de que la película haya sido lanzada, una secuela fue especulada de estar en preparación. Sin embargo, nunca hubo una película materializada.
El productor de la película, Sean S. Cunningham dijo en el documental Never Sleep Again: The Elm Street Legacy, que tal vez iban a desarrollar una película después de Freddy vs Jason, que tendrían los dichos personajes un crossover con Leatherface, personaje de la franquicia de The Texas Chain Saw Massacre. Sin embargo, no se confirmó o se materializó después de dicho documental.
Wildstorm publicó Freddy vs. Jason vs. Ash, una serie de cómics de seis números desde noviembre de 2007 hasta marzo de 2008 que sirvió como secuela para la película y para la trilogía de The Evil Dead. La serie está basada en un tratamiento por Jeff Katz que ponía a Freddy y Jason contra Ash Williams. Fue escrita por James Kuhoric e ilustrada por Jason Craig.
Una segunda serie, Freddy vs. Jason vs. Ash: The Nightmare Warriors, también de seis números, fue publicada desde agosto de 2009 hasta diciembre de 2009, siguiendo la historia de la serie previa y también conteniendo a la mayoría de los sobrevivientes de las respectivas franquicias. Fue escrita por Jeff Katz y James Kuhoric e ilustrada por Jason Craig.